# Gustav Peters (Heimatforscher)
Gustav August Peters (* 27. August 1891 in Jarrenwisch; † 27. Juli 1979 in Eutin) war ein deutscher Lehrer und Heimatforscher.

## Leben und Wirken als Pädagoge
Gustav Peters war ein Sohn des Bauern Claus Peters (* 28. Oktober 1832 in Jarrenwisch; † 27. Oktober 1902 in Eutin) und dessen Ehefrau Antje Christine, geborene Hennings (* 1. Dezember 1858; † 14. Januar 1947), deren Vater der Landsmann Peter Hennings war. Vorfahren der Familie lebten seit langer Zeit als Bauern in Dithmarschen.
Aufgrund finanzieller Schwierigkeiten musste sein Vater den Hof in Jarrenwisch veräußern. Er pachtete stattdessen in eine kleine Landstelle mit einer Gaststätte in Bosau, wohin die Familie 1892 ihren Wohnsitz verlegte. Der Vater erlitt dort, wahrscheinlich auch altersbedingt, erneut wirtschaftlichen Schiffbruch, sodass die Familie völlig verarmte. 1901 ging Peters mit seinen Eltern nach Eutin, wo er die erweiterte Knabenschule besuchte.
Nach der Konfirmation 1906 nahm Peters bei der Eutiner Handelsfirma C. F. Janus eine Ausbildung auf. Über die Historie des Unternehmens publizierte er später. Seine ehemaligen Lehrer baten Friedrich August von Oldenburg erfolgreich um ein Stipendium für ihren früheren Schüler. Dies ermöglichte Peters, der nur einen Volksschulabschluss besaß und die Lehre abbrach, ab 1907 den Besuch des Lehrerseminars in Lübeck. Am 9. Dezember 1912 erhielt er vom Magistrat in Eutin eine Lehrstelle an der städtischen Realschule, in der er Vorschulklassen unterrichten sollte. Die Lehramtsprüfung legte er erst zehn Tage später mit Auszeichnung ab. Er arbeitete dort ab Ostern 1913 und gab zumeist naturwissenschaftlichen Unterricht.
Während des Ersten Weltkriegs leistete Peters Kriegsdienst und erlitt an der Westfront eine schwere Verletzung. Er nutzte einen Urlaub aus dem Lazarett, um im Juli 1917 die zweite Lehramtsprüfung zu absolvieren. Während eines Etappenaufenthalts in Berlin im November 1917 bereitete er sich auf Prüfung für Mittelschullehrer vor. Im Januar 1918 erhielt er Urlaub von der Eutiner Schule, aus der zu Beginn der Weimarer Republik eine Realschule für Knaben und ein Lyzeum für Mädchen hervorging. Peters erhielt eine Stelle an der Mädchenschule. Im November 1920 legte er die Mittelschullehrerprüfung für Mathematik und Biologie ab.
Im April 1924 wechselte Peters auf eigenen Wunsch als Leiter an die Mädchenvolksschule von Eutin, deren Rektor er wenig später wurde. Er griff reformpädagogische Ansätze von Eduard Spranger, Hugo Gauding und vor allem Georg Kerschensteiners Programm der Arbeitsschule auf und nahm zahlreiche Änderungen vor. Dazu gehörten die Schulspeisung, eine Schulküche, ein Schulgarten und die Gesundheitspflege. Er forderte von seinem Kollegium engagierten Arbeitseinsatz und konnte die Lehrer für seine Vorhaben begeistern. Für das notwendige Geld sammelte er Spenden sozial eingestellter Einwohner und verkaufte Erzeugnisse aus dem Schulgarten. Bei deutlich steigender Arbeitslosigkeit bot er ab 1928 ein freiwilliges neuntes Schuljahr an, in dem zumeist hauswirtschaftliche Themen gelehrt wurden. Die Lehrer arbeiteten unbezahlt; den Schulbetrieb ermöglichte er durch Spenden. 1938 beendete das Schulamt dieses Programm.
Am 11. August 1928 hielt Peters, der der Weimarer Republik positiv gegenüberstand, eine Rede zum Jubiläumstag der Weimarer Verfassung. Zum 1. Mai 1933 trat er der NSDAP bei (Mitgliedsnummer 2.738.699). Peters wurde angeblich als politisch unzuverlässig eingeschätzt, leitete aber weiterhin die Schule.
Nach Kriegsende arbeitete Peters anfangs als kommissarischer Kreisschulrat. Aufgrund seiner Parteizugehörigkeit entzog ihm die britische Militärregierung im August 1945 die Lehrerlaubnis. Er durchlief ein Entnazifizierungsverfahren und arbeitete ab dem 1. September 1947 als Hauptlehrer der Schule von Fissau. Im Frühjahr 1949 übernahm er die Leitung der Eutiner Knabenschule. Von 1952 bis zum Ruhestand 1957 arbeitete er als Rektor der neu gegründeten Mittelschule von Eutin. Die Schülerzahlen verdreifachten sich während seiner Amtszeit.

## Arbeiten als Heimatforscher
Peters war ein bekannter Heimatforscher, der sich mit dem Landesteil und der Stadt Eutin beschäftigte. Er sah in der Heimatkunde nach den Vorstellungen Eduard Sprangers einen wichtigen Bildungsinhalt, der das Zusammenwirken von Natur, Kultur und Geschichte anschaulich darstellen könne. 1919 schuf er für die praktische Umsetzung einen pädagogischen Zirkel, den er ab 1924 als Vorsitzender einer amtlichen Arbeitsgemeinschaft leitete. Im selben Jahr trat er in die neu gegründete „Beratungsstelle für Heimatkunde“ ein, die er ab 1930 leitete. Außerdem redigierte er die „Blätter für Heimatkunde“, die einer Lokalzeitung beigelegt wurden und leitete das Heimatmuseum, das sich zunächst in einer kleinen Turnhalle befand. Da er hier keine geordneten Ausstellungen machen konnte, nutzte er leerstehende Schulräume für Lehrausstellungen, die sich im Lauf der Zeit zu Wanderausstellungen entwickelten. 1936 zog das Museum in die Räume des vorherigen St. Georgs-Hospitals um. Nach Plünderungen der Exponate gegen Ende des Zweiten Weltkriegs lagerte Peters die Reste aus. Er kümmerte sich bis zu seinem Tod ehrenamtlich um das Museum und veranstaltete im Jahr 1968 eine erste Ausstellung am vorherigen Standort.
Peters beobachtete aufmerksam die vorgeschichtlichen archäologischen Arbeiten in der Region um Eutin. Da er sich gut mit Bodendenkmälern auskannte und mit den geschichtlichen Zusammenhängen vertraut war, kontaktierten ihn Fachleute regelmäßig als Berater. Er machte sich insbesondere im Rahmen der Ausgrabungen und der begleitenden Dokumentation des Götterpaares von Braak verdient. 1966 übernahm er als Gründungsmitglied den Vorstandsvorsitz des „Verbandes zur Pflege und Förderung der Heimatkunde im Kreis Eutin“. Er schrieb sehr viele kleine Aufsätze über seine Erkenntnisse, die anfangs in den „Blättern für die Heimatkunde“, danach im „Jahrbuch für Heimatkunde im Kreis Eutin“ erschienen. Im Ruhestand vollendete er seine Darstellung der Geschichte der Stadt Eutin.
Ab 1945 leitete Peters auch ehrenamtlich die Eutiner Bibliothek. Aufgrund von Auslagerungen bedeutender Bestände der ehemaligen Landesbibliothek stellte dies eine äußerst schwierige Aufgabe dar. Peters bemühte sich um die Pflege von niederdeutscher Sprache und Literatur. Sein besonderes Anliegen galt Wilhelm Wisser, dessen Erzählungen er häufig vorlas. 1947 initiierte er die niederdeutsche „Stadtgill Eutin“, die er bis 1971 als Vorsitzender leitete.

## Ehrungen
Peters wurde für seine Verdienste wiederholt ausgezeichnet:
- 1958 erhielt er das Bundesverdienstkreuz am Bande, 1974 das Bundesverdienstkreuz 1. Klasse.
- 1956 verlieh ihm die Universität Kiel die Universitätsmedaille.
- 1966 erhielt er den Ehrenring der Stadt Eutin.
- 1970 wurde er mit der Freiherr-vom-Stein-Medaille ausgezeichnet.
- 1971 ernannte ihn die Stadt Eutin zum Ehrenbürger.
- 1973 zeichnete ihn der Schleswig-Holsteinische Heimatbund mit der Lornsen-Kette aus.
- Die Stadt Eutin benannte zu seinen Lebzeiten eine Schule nach ihm.

## Familie
1918 heiratete Peters Helene Catharine Friederike Kort, die am 18. Oktober 1924 in Eutin starb. In zweiter Ehe heiratete er am 6. Oktober die Lehrerin Gertrud Franz (* 20. März 1906 in Dahlerbrück). Sie war eine Tochter des Lehrers Karl Franz. Aus der zweiten Ehe stammten zwei Töchter und ein Sohn.

## Veröffentlichungen
- 175 Jahre C. F. Janus. Sechs Generationen einer Kaufmannsfamilie in einer kleinen Stadt 1789 - 1964. Wachholtz, Neumünster 1964.
- Geschichte einer Hofbuchdruckerei  1741 - 1966. 225 Jahre Struve's Buchdruckerei. Eutin 1966.
- Geschichte von Eutin. 2. erw. Aufl. Wachholtz, Neumünster 1971.
- Eutin. Eine kleine Stadtgeschichte (ergänzt von Otto Rönnpag). Struve, Eutin 1985.